# Heteroponerinae
Heteroponerinae là một phân họ kiến. Phân họ này được thành lập năm 2003 khi Barry Bolton chia phân họ Ponerinae thành 6 phân họ.

## Các chi
- Heteroponerinae Bolton, 2003
  - Heteroponerini Bolton, 2003
    - Acanthoponera Mayr, 1862
    - Aulacopone Arnol'di, 1930
    - Heteroponera Mayr, 1887